# Adolfo Heisinger
Adolfo Guillermo Heisinger (Tigre, 30 maggio 1898 – Tigre, 31 ottobre 1976) è stato un calciatore argentino, di ruolo attaccante.

## Caratteristiche tecniche
Giocava come ala destra.

## Carriera
Su questo giocatore non si sa molto, data l'epoca in cui ha vissuto. È stato il giocatore più giovane ad esordire con la nazionale argentina, prima che tale record venisse battuto nel 2025 da Franco Mastantuono.